# Шевельовська (Ілезське сільське поселення)
Шевельо́вська (рос. Шевелёвская) — присілок у складі Тарногського району Вологодської області, Росія. Входить до складу Ілезського сільського поселення.

## Населення
Населення — 32 особи (2010; 125 у 2002).
Національний склад (станом на 2002 рік):
- росіяни — 98 %